# Zukunft

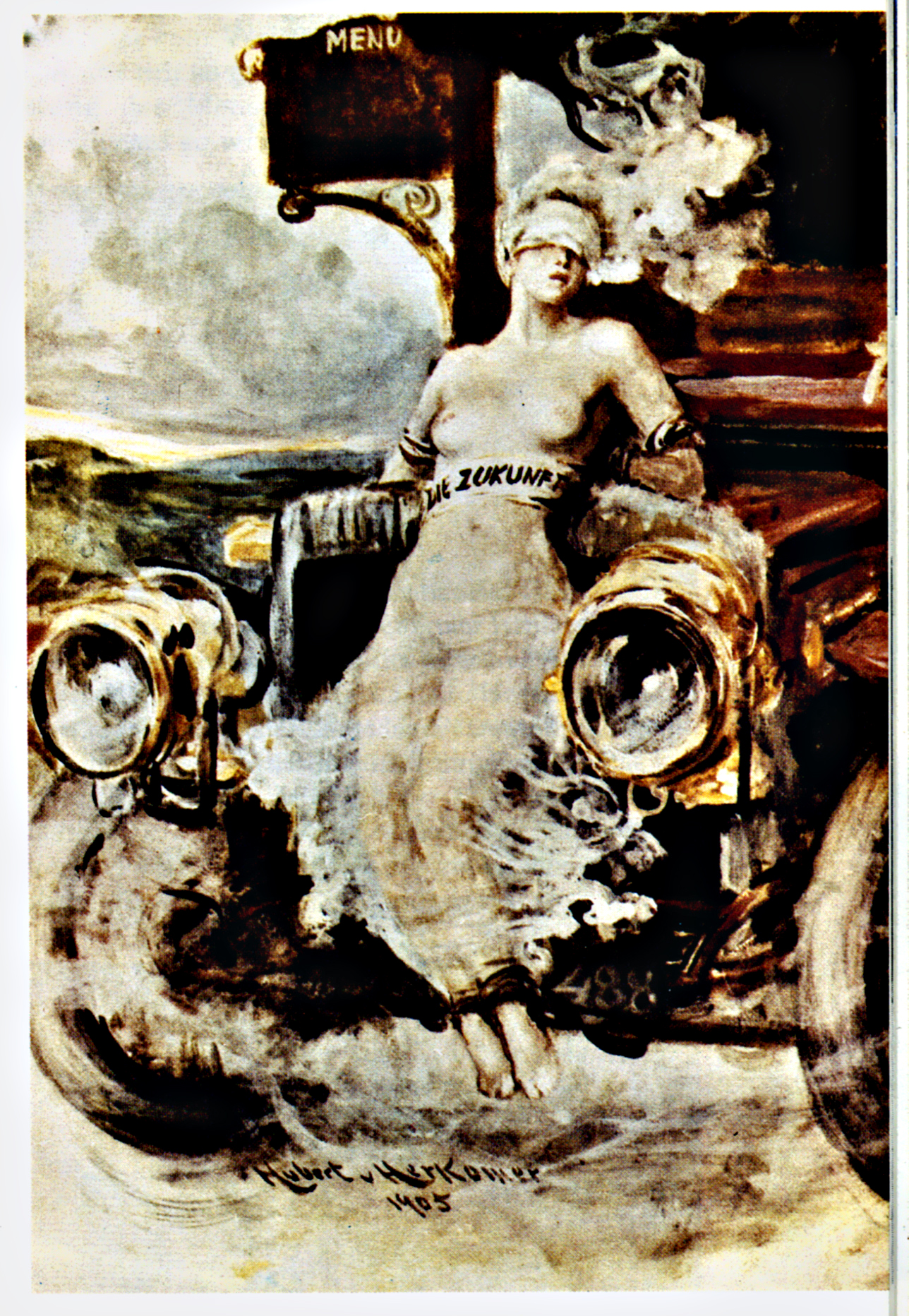
Die Zukunft ans Automobil gefesselt. Karikatur des Künstlers und Automobilisten Hubert von Herkomer (1905).

Die Zukunft ist die Zeit, die subjektiv gesehen der Gegenwart nachfolgt. Das Wort geht auf das Verb kommen zurück und hatte im Mittelhochdeutschen noch eine religiöse Dimension im Sinne eines bevorstehenden „Herabkommens Gottes“, was sich auch an der identischen Wortbildung des lat. ad-ventus „An-kunft, Zu-kunft“ (vgl. Advent) zeigt. Forschungsansätze, die sich mit den Methoden unterschiedlicher Disziplinen mit Zukunft befassen, werden als Zukunftsforschung und Futurologie bezeichnet.

## Physik

### Klassische Physik

Vergangenheit und Zukunft bezüglich des Koordinatenursprungs.

In der klassischen Mechanik ist Zeit eine Dimension, d. h. eine Größe zur Parametrisierung eines Ereignisses. Hierbei wird nicht zwischen Gegenwart, Zukunft und Vergangenheit unterschieden. Erst der zweite Hauptsatz der Thermodynamik gibt der Zeit eine festgelegte Richtung. Danach ist die Entropie, welche die Anzahl der möglichen Zustände eines abgeschlossenen Systems angibt, in der Zukunft stets höher (oder zumindest nicht niedriger) als in der Vergangenheit. Hierdurch definiert die Thermodynamik einen Zeitpfeil von der Vergangenheit in die Zukunft. Die Zukunft relativ zu einem Zeitpunkt (Gegenwart) ist somit jener Bereich der Zeitskala, in dem ein abgeschlossenes System eine höhere Entropie als in der Gegenwart hat.

### Relativitätstheorie
Im Zusammenhang mit der Veränderung der Vorstellung des Begriffs der Zeit seit Einführung der speziellen Relativitätstheorie von Albert Einstein haben auch die Begriffe Vergangenheit, Gegenwart und Zukunft eine Umdeutung erfahren. Da zwei Ereignisse, die für einen Beobachter gleichzeitig stattfinden, für einen relativ dazu bewegten Beobachter nicht mehr gleichzeitig stattfinden, ersetzt der Begriff der „Raumartigkeit“ die „Gleichzeitigkeit“.
Die gegenwärtige physikalische Definition des Begriffs der Zukunft ergibt sich aus der allgemeinen Relativitätstheorie. Dort wird die Zukunft eines Ereignisses als der Raumzeitbereich verstanden, der von dem Ereignis ausgehend durch kausale Weltlinien erreicht wird. Ein Beobachter kann also jedes Ereignis in seiner Zukunft erleben, wenn er sich auf die entsprechende Weltlinie begibt.

## Psychologie und Soziologie
Eng verbunden mit der Zukunft ist das Bedürfnis des Menschen nach Prognose, Planung und Vorhersage.
Robert Jungk, Zukunftsdenker und Erfinder von Zukunftswerkstätten, schrieb 1952: „Das Morgen ist schon im Heute vorhanden, aber es maskiert sich noch als harmlos, es tarnt und entlarvt sich hinter dem Gewohnten. Die Zukunft ist keine sauber von der jeweiligen Gegenwart abgelöste Utopie: die Zukunft hat schon begonnen. Aber noch kann sie, wenn rechtzeitig erkannt, verändert werden.“
Gesellschaftliche Aspekte
Jede Aussage über die Zukunft erfolgt notwendig vom gegenwärtigen Standpunkt aus, sodass sich prinzipiell zwei Modalitäten ergeben: Im Falle der „gegenwärtigen Zukunft“ wird eine pragmatische Perspektive eingenommen, der künftige Verlauf wird aufgrund vorliegender Daten erfahrungswissenschaftlich vorausberechnet bzw. extrapoliert (Planung). Dabei zeigt sich, dass man bestimmte Ereignisse sehr genau vorausberechnen kann, wie zum Beispiel die Flugbahnen von Himmelskörpern, das Schwingen von Pendeln und das Entladen einer Batterie, während andere Bereiche ein chaotisches Verhalten zeigen, wie das Wetter und die Börsenkurse.
Ein völlig anderes Bild ergibt sich bei der Imagination „zukünftiger Gegenwarten“. Hier werden gerade nicht die zu jener Zeit gültigen Rationalitätsstandards zur Konstruktion eines „realistischen“, gegenwartsangepassten Zukunftsbildes angewendet. Vielmehr wird davon bewusst abgesehen, um zu einem utopischen Gegenentwurf zur jeweils vorherrschenden Realität zu gelangen. Innerhalb von Methoden zur Partizipation wie beispielsweise der Zukunftswerkstatt wird dies durch eine besondere Phantasie- und Utopiephase verwirklicht. Somit werden mittels Imaginationfähigkeiten und Kreativität weitergehende „Zukünfte“ (d. h. mehrere Gestaltungsalternativen von Zukunft) gedanklich vorweggenommen.
Aus sozialphilosophischer Sicht ergibt sich zudem ein enger Zusammenhang mit dem Begriff der (Handlungs-)Erwartung, worunter allgemein die Antizipation eines künftigen Zustandes verstanden wird. Zwei Stile lassen sich unterscheiden: Erwartet die handelnde Person normativ, so orientiert sie sich an Konventionen und Regeln (Recht). Erwartet sie hingegen kognitiv, so steht die aktive Suche nach Handlungsoptionen und Kombinationsmöglichkeiten im Vordergrund (Wissenschaft).

## Fiktion und Utopie
Die Zukunft ist Gegenstand vieler bedeutender literarischer und filmischer Werke. Die Tradition der neuzeitlichen utopischen Literatur reicht bis zu Thomas Morus’ Utopia zurück. 
Während ein Teil des Genres der Science-Fiction mit Werken wie Star Trek, Raumpatrouille Orion, Zurück in die Zukunft aber auch Die Zeitmaschine und Utopia sich eher mit technischen Utopien beschäftigt, haben andere Autoren wie z. B. Ursula K. Le Guin oder Aldous Huxley im Rahmen dieses Genres gesellschaftliche Utopien (bzw. Dystopien) dargestellt.
Seit den 1980er Jahren werden die Zukunftsutopien vergangener Zeiten unter dem Begriff Retro-Futurismus zusammengefasst.